# 蒂拉穆塔
蒂拉穆塔（Tilamuta）是印度尼西亚哥伦打洛省的一个城镇，是博阿勒莫县的县治所在，位于苏拉威西岛米纳哈萨半岛中部，东距省首府哥伦打洛80公里，南邻托米尼湾。2010年统计，蒂拉穆塔所在的蒂拉穆塔区（Kecamatan Tilamuta）共有26,417人。

## 资料来源
1. ↑  Biro Pusat Statistik, Jakarta, 2011.